# Aleyrac
Aleyrac – miejscowość i gmina we Francji, w regionie Owernia-Rodan-Alpy, w departamencie Drôme.
Według danych na rok 1990 gminę zamieszkiwało 39 osób, a gęstość zaludnienia wynosiła 6 osób/km² (wśród 2880 gmin regionu Rodan-Alpy Aleyrac plasuje się na 1578. miejscu pod względem liczby ludności, natomiast pod względem powierzchni na miejscu 1398.).

## Populacja

Populacja Aleyrac w latach 1962–2008